# Teilhol Tangara 1100
Teilhol Tangara 1100 − mały plażowo-terenowy samochód osobowy, zaprezentowany w 1980 roku w salonie w Genewie, produkowany przez francuską firmę Teilhol. Wyposażony był w silnik Citroëna AX 11 TRS o pojemności 1124 cm³ (55 KM, max. prędkość 160 km/h).